# Jutta di Sassonia
Jutta di Sassonia (1223 – prima del 2 febbraio 1267) è stata una regina danese, sposa di Eric IV di Danimarca. Era figlia di Alberto I, duca di Sassonia. Sposò Eric nel 1239 rimanendo consorte minore insieme al marito fino al 1242, quando divennero regnanti di fatto.

## Biografia
Ciò che si sa bene su Jutta è che ebbe un conflitto con i monaci dell'Abbazia di Øm e che ne confiscò le riserve di cereali. Fu regina per otto anni. Nel 1250 Eric venne assassinato e si crede che Jutta ritornò in Sassonia. Le sue figlie invece rimasero in Danimarca.
Jutta si sposò una seconda volta. Il suo nuovo marito era Burchard, ottavo conte di Querfurt-Rosenburg, che tra il 1273 e il 1313 detenne anche il titolo di burgravio di Magdeburgo. 

## Discendenza
Con Eric ebbe i seguenti figli:
- Sofia di Danimarca (1241-1286), sposa di Valdemaro I di Svezia
- Canuto di Danimarca (nato e morto 1242)
- Ingeborg di Danimarca (1244-1287), sposa di Magnus VI di Norvegia
- Jutta di Danimarca (1246-1284), badessa di sant'Agneta a Roskilde
- Christof di Danimarca (nato e morto 1247)
- Agnese di Danimarca (1249- 1288 o 1295), badessa di sant'Agneta a Roskilde

Con Burchard ebbe una sola figlia:
- Sofia di Querfurt-Rosenburg (morta 1325), sposa di Erik Eriksøn Langben, duca di Langeland e figlio di Eric I, duca di Schleswig

## Ascendenza
|                          |                         |                            | Genitori              |  |  | Nonni |  |  | Bisnonni                 |  |  | Trisnonni             |  |
|                          |                         |                            |                       |  |  |       |  |  | Alberto I di Brandeburgo |  |  | Ottone di Ballenstedt |  |
|                          |                         |                            |                       |  |  |       |  |  | Alberto I di Brandeburgo |  |  | Ottone di Ballenstedt |  |
|                          |                         | Eilika Billung di Sassonia |                       |  |  |       |  |  | Alberto I di Brandeburgo |  |  |                       |  |
| Bernardo III di Sassonia |                         |                            |                       |  |  |       |  |  | Alberto I di Brandeburgo |  |  |                       |  |
|                          |                         | Sofia di Winzenburg        | …                     |  |  |       |  |  |                          |  |  |                       |  |
|                          |                         | Sofia di Winzenburg        | …                     |  |  |       |  |  |                          |  |  |                       |  |
|                          |                         | Sofia di Winzenburg        | …                     |  |  |       |  |  |                          |  |  |                       |  |
| Alberto I di Sassonia    |                         | Sofia di Winzenburg        |                       |  |  |       |  |  |                          |  |  |                       |  |
|                          |                         | Canuto V di Danimarca      | Magnus I di Götaland  |  |  |       |  |  |                          |  |  |                       |  |
|                          |                         | Canuto V di Danimarca      | Magnus I di Götaland  |  |  |       |  |  |                          |  |  |                       |  |
|                          |                         | Canuto V di Danimarca      | Ryksa di Polonia      |  |  |       |  |  |                          |  |  |                       |  |
| Brigitta di Danimarca    |                         | Canuto V di Danimarca      |                       |  |  |       |  |  |                          |  |  |                       |  |
|                          |                         | Elena di Svezia            | Sverker I di Svezia   |  |  |       |  |  |                          |  |  |                       |  |
|                          |                         | Elena di Svezia            | Sverker I di Svezia   |  |  |       |  |  |                          |  |  |                       |  |
|                          |                         | Elena di Svezia            | …                     |  |  |       |  |  |                          |  |  |                       |  |
| Jutta di Sassonia        |                         | Elena di Svezia            |                       |  |  |       |  |  |                          |  |  |                       |  |
|                          | Leopoldo V di Babenberg | Enrico II di Babenberg     |                       |  |  |       |  |  |                          |  |  |                       |  |
|                          | Leopoldo V di Babenberg | Enrico II di Babenberg     |                       |  |  |       |  |  |                          |  |  |                       |  |
|                          | Leopoldo V di Babenberg | Teodora Comnena            |                       |  |  |       |  |  |                          |  |  |                       |  |
| Leopoldo VI di Babenberg | Leopoldo V di Babenberg |                            |                       |  |  |       |  |  |                          |  |  |                       |  |
|                          |                         | Elena d'Ungheria           | Géza II d'Ungheria    |  |  |       |  |  |                          |  |  |                       |  |
|                          |                         | Elena d'Ungheria           | Géza II d'Ungheria    |  |  |       |  |  |                          |  |  |                       |  |
|                          |                         | Elena d'Ungheria           | Efrosin'ja Mstislavna |  |  |       |  |  |                          |  |  |                       |  |
| Agnese d'Austria         |                         | Elena d'Ungheria           |                       |  |  |       |  |  |                          |  |  |                       |  |
|                          |                         | …                          | …                     |  |  |       |  |  |                          |  |  |                       |  |
|                          |                         | …                          | …                     |  |  |       |  |  |                          |  |  |                       |  |
|                          |                         | …                          | …                     |  |  |       |  |  |                          |  |  |                       |  |
| Teodora Angelina         |                         | …                          |                       |  |  |       |  |  |                          |  |  |                       |  |
|                          |                         | …                          | …                     |  |  |       |  |  |                          |  |  |                       |  |
|                          |                         | …                          | …                     |  |  |       |  |  |                          |  |  |                       |  |
|                          |                         | …                          | …                     |  |  |       |  |  |                          |  |  |                       |  |
|                          |                         | …                          |                       |  |  |       |  |  |                          |  |  |                       |  |